# Aprelevka
Aprelevka (Апре́левка) è una città dell'Oblast' di Mosca, nella Russia europea centrale, situata 42 chilometri a sudovest di Mosca.

## Storia
Nacque come insediamento presso la stazione ferroviaria omonima, aperta nel 1899, che prese a sua volta il nome dal vicino fiume Aprelevka (anche Oprelovka o Prelovka) dal termine pret', "stagno". Un'etimologia alternativa lega invece il nome al mese di aprile (aprel').
Nel 1910 Bogdan Moll' vi aprì una fabbrica per la produzione di dischi fonografici che successivamente diventerà la maggiore industria dell'Unione Sovietica nel suo settore; nel 1935 vi vengono inclusi alcuni villaggi del circondario e nel 1961 prende lo  status di città. Subì consistenti danni dai bombardamenti della seconda guerra mondiale.
L'abbandono dei dischi in vinile ha comportato la cessazione dell'attività della fabbrica di Moll', le cui attrezzature sono state svendute e i cui locali sono stati posti in affitto. In parti del piazzale del fabbricato si tiene un mercato.
Nella città vi sono anche impianti chimici, produzione di materiali isolanti termici e industrie alimentari. Vi si trova anche la sede dell'istituto di ricerca, sperimentazione e progettazione dell'edilizia rurale (ЦНИИЭПсельстрой).

## Monumenti e luoghi d'interesse
Nei dintorni di Aprelevka si trova l'ex residenza di campagna dei Demidov, considerata un monumento architettonico della seconda metà del XVIII secolo.

## Società

### Evoluzione demografica
Fonte: mojgorod.ru
- 1926: 400
- 1939: 5.700
- 1959: 14.400
- 1970: 18.000
- 1989: 21.200
- 2002: 18.357
- 2007: 18.400